# 鳥居邦朗
鳥居邦朗（とりい くにお、1933年8月25日-2014年8月25日）は、日本近代文学研究者、武蔵大学名誉教授。
静岡県生まれ。1964年東京大学大学院国文学博士課程満期退学、武蔵大学人文学部助教授、教授、2005年定年、名誉教授。

## 著書
- 『昭和文学・<私>の虚実』桜楓社 1982
- 『太宰治論 作品からのアプローチ』雁書館 雁叢書 1982
- 『昭和文学史試論 ありもしない臍を探す』ゆまに書房 2013

### 編纂
- 『作家の自伝 12　佐藤春夫』日本図書センター 1994 シリーズ・人間図書館
- 『作家の自伝 39 吉行淳之介』日本図書センター 1995 シリーズ・人間図書館
- 『作家の随想　太宰治』編解説 日本図書センター 1996
- 『日本文学研究大成 太宰治』編 国書刊行会 1997